# جليل أباد (فيروزكوه)
جليل أباد (بالفارسية: جلیل‌آباد) هي قرية تقع في Shahrabad Rural District في إيران. يقدر عدد سكانها بـ 59 نسمة .